# 58 v. Chr.

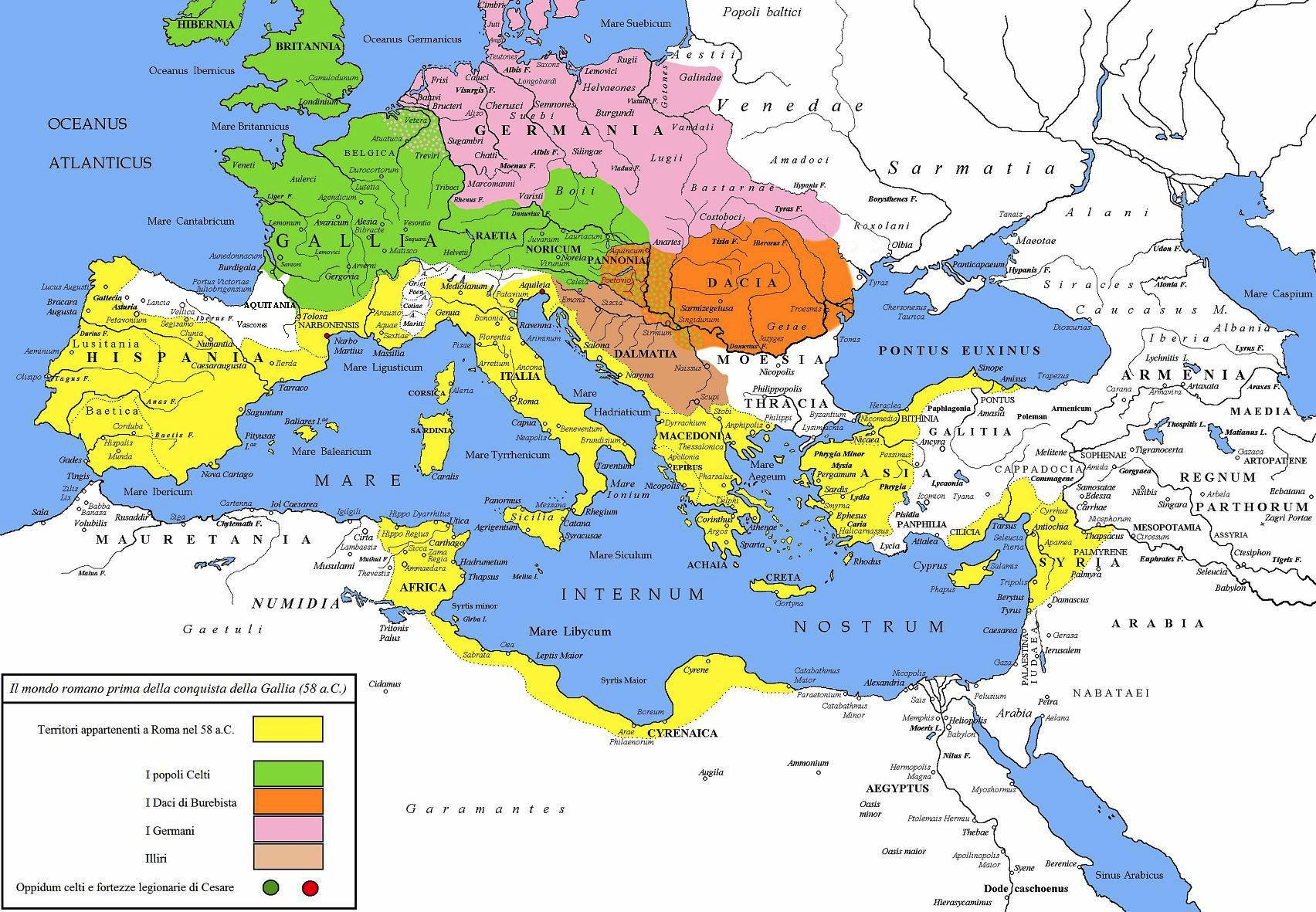
Das Römische Reich und seine Nachbarn 58 v. Chr.

Portal Geschichte | Portal Biografien | Aktuelle Ereignisse | Jahreskalender | Tagesartikel

◄ |
2. Jahrhundert v. Chr. |
1. Jahrhundert v. Chr. |
1. Jahrhundert |
►

◄ | 70er v. Chr. | 60er v. Chr. | 50er v. Chr. | 40er v. Chr. |
30er v. Chr. |
►

◄◄ | ◄ | 61 v. Chr. | 60 v. Chr. | 59 v. Chr. | 58 v. Chr. |
57 v. Chr. |
56 v. Chr. |
55 v. Chr. |
► |
►►
Staatsoberhäupter

## Ereignisse

### Römisches Reich
- Caesar tritt seine Statthalterschaft in den Provinzen Illyrien und Gallia cisalpina (je 5 Jahre) und Gallia Narbonensis (für 1 Jahr) an.
- Beginn des Gallischen Krieges durch Caesar:
  - Kampf gegen Helvetier (Schlacht bei Bibracte)
  - Kampf gegen die Sueben unter Ariovist (Schlacht im Elsass)

### Ägypten
- Berenike IV. wird gemeinsam mit ihrer Mutter Kleopatra VI. zur Königin von Ägypten erhoben.

## Geboren
- 30. Januar: Livia Drusilla, Frau des römischen Kaisers Augustus († 29 n. Chr.)

- Dongmyeong von Goguryeo, Gründer des Königreiches Goguryeo (Korea) († 19 v. Chr.)

## Gestorben
- 59 oder 58 v. Chr.: Gaius Octavius, römischer Politiker und Vater von Augustus (* um 101 v. Chr.)